# Morgenthauplanen

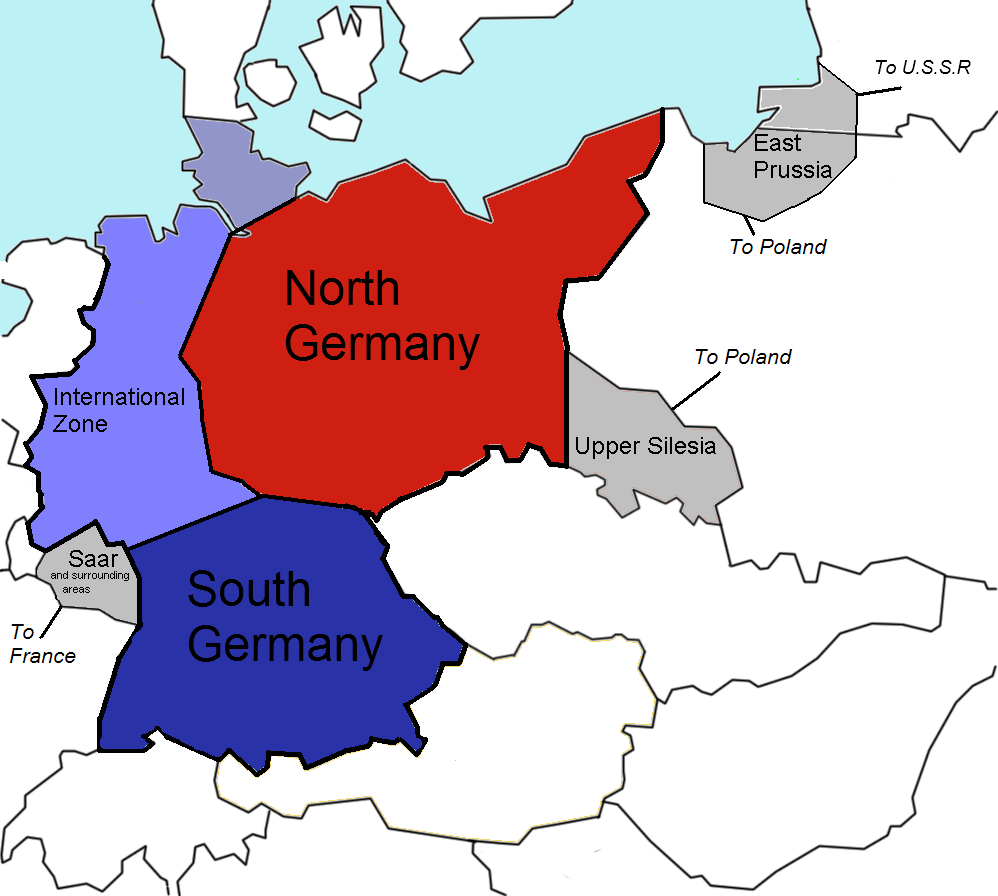
Tysklands uppdelning enligt Morgenthauplanen.

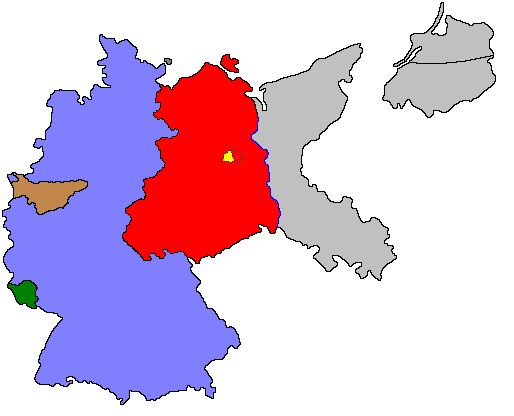
Tysklands efterkrigsgränser (1949). Västtyskland i blått, Östtyskland i rött, Saarområdet som gjorts till ett franskt ekonomiskt protektorat i grönt. Ruhrområdet i brunt var i viss grad underställt "The International Authority for the Ruhr". Den östra fjärdedelen av Tyskland i grått annekterades av Polen och Sovjetunionen och befolkningen fördrevs under en period av flera år, med 1 - 2 miljoner döda som följd.

Morgenthauplanen, uppkallad efter den amerikanske finansministern Henry Morgenthau, var en plan för att i grunden pacificera det besegrade Tyskland efter andra världskriget. Morgenthaus plan som han presenterade 2 september 1944 gick ut på att dela Tyskland i en nordtysk stat, en sydtysk stat och en internationell zon samt en total avindustrialisering och en omvandling av Tyskland till ett jordbruksland. 
Planen skulle vidare innebära att Tyskland avmilitariserades, gruvindustrin i Ruhrområdet skulle läggas ner (förstöras) och att Tyskland skulle förlora områdena Saarland med kringliggande regioner, övre Schlesien och Ostpreussen. Rhenlandet och Ruhrområdet skulle bli internationella zoner.  Tyskar skulle även tvingas till tvångsarbete utanför Tyskland. (Den fullständiga texten till en version av planen är tillgänglig härifrån)
Under den andra Québec-konferensen den 16 september övertygade Morgenthau tillsammans med den amerikanske presidenten Franklin D Roosevelt den brittiska premiärministern Winston Churchill att gå med på planen, möjligtvis genom löften om ett lån på sex miljarder dollar.  Det signerade memorandumet hade som huvudpunkt texten:
"This programme for eliminating the war-making industries in the Ruhr and in the Saar is looking forward to converting Germany into a country primarily agricultural and pastoral in its character." (Tillgängligt härifrån (United States Department of State Foreign relations of the United States, Conference at Quebec, 1944 se sidorna 466-467)
Information om detta beslut läckte ut i pressen och resulterade i hård kritik mot Roosevelt som skyndsamt offentligt förnekade planen. 
I Tyskland kunde propagandaminister Joseph Goebbels framgångsrikt använda planen i syfte att stärka de tyska soldaternas kampvilja (se även denna OSS-rapport), något som ledde till att Roosevelts svärson inför Morgenthau klagade att planen var värd 30 divisioner soldater för tyskarna. Även i dag används planen för propagandasyfte i tyska högerextrema kretsar, där planen med anledning av Morgenthaus judiska härkomst utmålas som en "judisk mördarplan för Tyskland".[källa behövs]
I det ockuperade Tyskland implementerades delar av planen, främst synliggjort genom det av Morgenthau starkt påverkade amerikanska ockupationsdirektivet JCS 1067, vilket förbjöd ockupationsregeringen att vidta några som helst åtgärder som skulle kunna leda till en återuppbyggnad av den förstörda tyska ekonomin. På plats i Tyskland arbetade representanter från Morgenthaus finansministerium hårt för att tillse att direktivet tolkades så strängt som möjligt. De var inlånade till armén och hade störst effekt under de kritiska första månaderna av ockupationen. De fortsatte dock sina aktiviteter även efter att Morgenthau avgått, och avgick en masse först när JCS 1067 avskaffades två år senare. Deras smeknamn i OMGUS var "Morgenthau boys".
Under Potsdam-konferensen, där USA:s delegation följde Morgenthaus policy, bestämdes att Tysklands framtida levnadsstandard skulle sänkas och landet omvandlas till ett jordbruksland nästintill utan tunga industrier.
Den 2 februari 1946 rapporterades i ett pressmeddelande från Berlin:
"Some progress has been made in converting Germany to an agricultural and light industry economy, said Brigadier General William H. Draper, Jr., chief of the American Economics Division, who emphasized that there was general agreement on that plan.
He explained that Germany’s future industrial and economic pattern was being drawn for a population of 66,500,000. On that basis, he said, the nation will need large imports of food and raw materials to maintain a minimum standard of living.
General agreement, he continued, had been reached on the types of German exports — coal, coke, electrical equipment, leather goods, beer, wines, spirits, toys, musical instruments, textiles and apparel — to take the place of the heavy industrial products which formed most of Germany's pre-war exports."
Stränga produktionsbegränsningar sattes på vad den kvarvarande industrin fick tillverka; stålproduktionen begränsades till 25 % av förkrigskapaciteten. Nedmonteringen av den tunga industrin i västra Tyskland pågick fram till 1951. 1950, då takten avtagit avsevärt, hade 706 fabriker nedmonterats och Västtysklands stålproduktionskapacitet hade minskats med 6,7 miljoner ton.

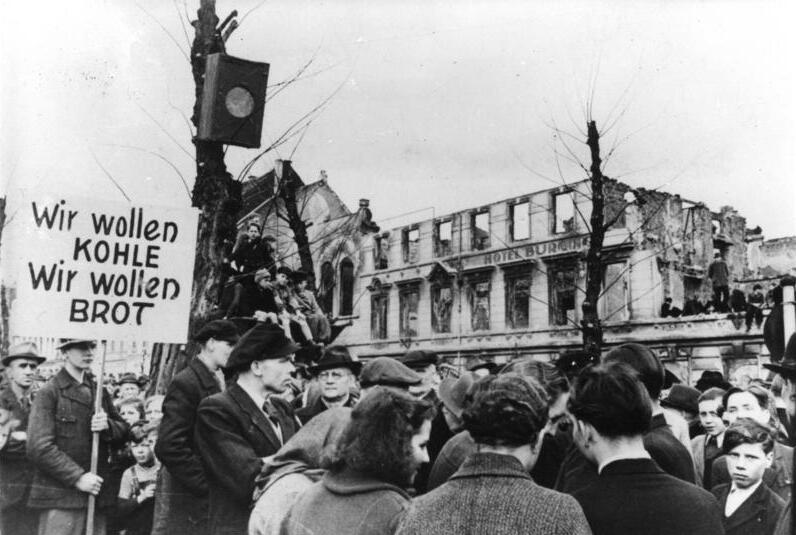
Hungervintern 1947, tusentals demonstrerar (31 mars 1947).

Import av mat till Tyskland var totalförbjuden fram till december 1945, eftersom dylikt ansågs kunna motverka försöket att sänka tyska folkets levnadsstandard. Sändningar av hjälppaket till Tyskland förblev förbjudna fram till 5 juni 1946. Under hela 1945 tillsåg de allierade att ingen internationell hjälp kunde nå fram till etniska tyskar. När Vatikanen försökte skicka mat från Chile till tyska spädbarn stoppades detta av USA:s utrikesministerium. De amerikanska ockupationstrupperna hade strikta order att inte dela med sig av sin mat; detta gällde även deras fruar. Kvinnorna var beordrade att inte låta sina tyska hushållerskor få tag i några matrester. De var beordrade att all överbliven mat måste förstöras eller på annat vis göras oätlig.
Vidare ledde de allierades beslut om att begränsa tysk stålproduktion, samt deras totala kontroll över tysk utrikeshandel, till att erbjudanden från andra länder att byta tyska produkter mot mat ignorerades. Varken italienarna eller holländarna kunde längre sälja de grönsaker de traditionellt sålt i Tyskland, vilket ledde till att Holland tvingades förstöra avsevärda delar av sin skörd. Danmark erbjöd 150 ton ister i månaden, Turkiet erbjöd nötter, Norge fisk och fiskolja, Sverige erbjöd stora mängder fett, men de allierade var inte villiga att låta tyskarna handla med dem. Det tyska näringsintaget blev som värst under den mycket kalla vintern 1946-1947, då genomsnittliga kaloriintaget låg på runt 1000-1500 kalorier per dag. Tyska spädbarnsdödligheten förblev dubbelt så hög som i andra västeuropeiska länder fram till slutet på 1948.
Runt 1947 började det bli uppenbart att det inte gick att återuppbygga ekonomin i Tysklands grannländer utan de tunga produkter som Tyskland traditionellt tillhandahållit. Hotet från den växande kommunismen i länder som Grekland och det försämrade ekonomiska läget i länder som Frankrike ledde till att generalerna George Marshall och Lucius D. Clay och högsta militärledningen började kräva nya ockupationsdirektiv från sin regering. Med hänvisning till USA:s "nationella säkerhet" ersattes i juli 1947 ockupationsdirektivet JCS 1067 som hade beordrat USA:s ockupationsstyrkor att "take no steps looking toward the economic rehabilitation of Germany." Det ersattes av JCS 1779, vars tema var "an orderly, prosperous Europe requires the economic contributions of a stable and productive Germany."
Vissa anser att Herbert Hoover spelade en avgörande roll för att hjälpa till att stoppa Morgenthauplanen, i synnerhet genom den statusrapport om den tyska ekonomin publicerad 18 mars 1947 där han påpekade att slutresultatet av planen skulle bli att 25 miljoner tyskar utrotades av USA eller tvingades till landsförvisning. 
"There is the illusion that the New Germany left after the annexations can be reduced to a 'pastoral state'. It cannot be done unless we exterminate or move 25,000,000 people out of it."
I mars 1947 beräknas totalt ca fyra miljoner tyskar fortfarande ha varit använda som tvångsarbetare i Sovjetunionen, Frankrike, Belgien och Storbritannien. I december 1945 hade franska myndigheter uppskattat att ca 2 000 tyskar dog eller skadades svårt varje månad då de tvingades arbeta som minröjare. Samma aktiviteter hade skett i exempelvis Norge, där det i dokument från 29 augusti 1945, framgår att fram till dess hade 275 tyska soldater dödats då de tvingats till minröjning, samt att 392 hade blivit lemlästade.
1947 avskilde Frankrike med USA:s godkännande Saarområdet från Tyskland, och gjorde det till ett protektorat. Saar förenades politiskt med Västtyskland i januari 1957, efter att Frankrike tvingats gå med på att hålla en folkomröstning i området. Ekonomisk integration skedde dock först några år senare. Västtyskland var emellertid tvunget att gå med på ekonomiska eftergifter för att förenas med Saar, bland annat tilläts Frankrike fortsätta bryta kol i området. 
Tyskland (väst) tvingades skriva under på Ruhr-avtalet som en förutsättning för att få bilda den nya staten Västtyskland. De sista delarna av det internationella styret av Ruhr avskaffades dock i utbyte mot att Västtyskland accepterade att gå med i Europeiska kol- och stålunionen 1951.